# Liste chronologique de familles belges

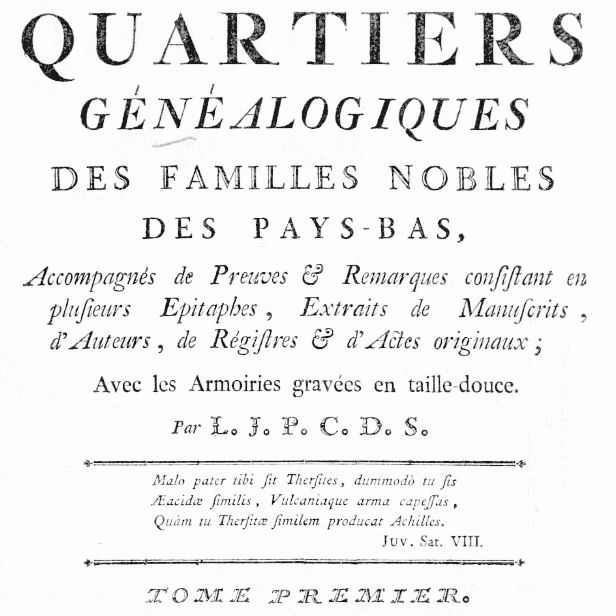
Quartiers et Armorial des Pays-Bas

Cette liste chronologique de familles belges reprend de façon non exhaustive des familles belges sans distinction sociale dont l'ascendance prouvée est antérieure au XIXe siècle et qui ont fait l'objet d'une publication historique.

## Méthodologie
Les familles sont ici classées par ordre chronologique d'après la plus ancienne trace écrite prouvée les concernant.
Comme il s'agit de familles qui ont eu le loisir d'entreprendre ou les moyens de faire entreprendre des recherches sur leurs origines dans le cours du vingtième siècle cette liste mentionne de ce fait souvent des lignées devenues notables voire ayant été anoblies au cours de ce siècle.

Seules sont ici prises en compte les familles subsistantes qui ont pu prouver leur filiation sans interruption jusqu'à un ancêtre donné et cela d'après des sources d'archives précises et publiées avec preuves dans des revues ou des ouvrages historiques sérieux selon la méthodologie suivie par Jean-François Houtart, qui précise dans la préface de son ouvrage que: 
« Les familles envisagées ici sont celles qui ont été belges pendant le XXe siècle au moins et dont l'ancienneté est antérieure à 1801. Elles doivent également avoir fait l'objet d'une publication scientifique, avec sources et références accessible aux chercheurs dans une bibliothèque généalogique belge. »

## Chronologie et ancienneté
Cette liste s'occupe uniquement de la date chronologique d'apparition des familles dans les documents écrits, et non de leur ancienneté. D'après l'usage de la langue française, en effet, l'ancienneté d'une famille concerne la date où celle-ci est arrivée aux honneurs, c'est-à-dire soit à la noblesse, soit à un statut comparable par les illustrations ou les hautes charges.

## Liste chronologique de familles belges par date d'existence prouvée

### Xesiècle
- 976 :    Belgique (de) et Saxe Cobourg et Gotha (de).

### XIesiècle
- 1068 :  Limburg Stirum (de)[3]

### XIIesiècle
- 1125 :  Arenberg (d’)[N 1] et  Ligne (de)
- 1133 :  Lalaing (de)
- 1137 :  Haveskercke (de)
- 1186 :  Beauffort (de)

### XIIIesiècle
- 1202 :  Herbais de Thun (d')[N 2]
- 1208 :  Polain de Waroux (le)[N 3]
- 1213 :  Looz-Corswarem (de)
- 1214 :  La Hamaide (de)[N 4],[N 5]
- 1218 :  Jamblinne de Meux (de)
- 1226 :  Arschot Schoonhoven (d')
- 1232 :  Noot (van der )
- 1243 :  Trazegnies d'Ittre (de)[N 5]
- 1246 :  Merode (de)[4]
- 1248 :  Briey (de)
- 1275 :  Poucques (de)[5]
- 1283 :  Houtart[3]
- 1285 :  Gracht de Rommerswael (van der)
- 1285 :  Zuylen van Nyevelt (van)
- 1286 :  Burch (van der)[N 6]
- 1290 :  Lannoy (de)
- 1293 : Tichelen (Van)
- 1295 :  Furstenberg (de)
- 1295 :  Voorst tot Voorst (van)[6]

### XIVesiècle
- 1301 :  Liedekerke (de)
- 1303 : Breydel de Groeninghe
- 1312 : Hautain
- 1315 :  Oldeneel tot Oldenzeel (van)
- 1317 : Hertefelt (D')
- 1318 :  Renesse (de)
- 1319 : Haeghen (van der)[7]
- 1320 : Waha de Baillonville (de)
- 1321 :  Hamme (Van)
- 1323 :  Hemricourt de Grunne (de)
- 1330 : Cabliau
- 1330 :  Oultremont (d')
- 1332 : Broich (de)
- 1332 : Drée (de)
- 1332 :  Rochelée (de)[8]
- 1336 :  Chastel de la Howarderie (du)
- 1342 :  Neve de Roden (de)
- 1343 : Libbrecht
- 1344 : Woelmont (de) (nl)
- 1347 :  Lichtervelde (de)
- 1349 :  Werve (van de)[N 5]
- 1352 :  Schietere de Lophem (de)
- 1357 :  Croÿ (de)
- 1368 :   Brabant (de)
- 1369 :  Crombrugghe (de)
- 1371 :  Bruyère (de le, del)[N 7],[N 8],[9],[10],[11],[12]
- 1376 : Wavrin de Villers au Tertre (de)
- 1377 : Anrys
- 1378 : Lemercier
- 1378 : Oury, Polain de Waroux (le) et Xheneumont[N 9]
- 1379 : de la Motte Baraffe
- 1380 : Borman (de)
- 1383 :  Faille (della)[N 10]
- 1383 :  Lerberghe de Marcke (van)
- 1383 :  Schaetzen (de)
- 1384 :  Séjournet de Rameignies (de)
- 1386 : Kethulle de Ryhove (de la)
- 1387 : Herlenvaux
- 1387 :  Robiano (de)
- 1388 : Douxchamps
- 1390 :  Belling(h)en (van)
- 1391 : Creeft (de)
- 1392 : Hennezel (d')
- 1396 :  Cock (De)
- 1396 : Grisar[N 11]
- 1397 :  Bailly de Tilleghem (Le)
- 1398 : Dugardyn
- 1399 :  Vicq de Cumptich (de)
- 1400 : Lamarche

### XVesiècle
- 1406 :  Parc Locmaria (du)
- 1409 :  Lobkowicz (de)
- 1410 :  Radiguès (de)
- 1411 :  Outryve d'Ydewalle (van)[N 12]
- 1416 :  Diesbach Belleroche (de)
- 1417 : Beken Pasteel (van der)
- 1421 : Gaiffier (de)
- 1424 : Cambier [13].
- 1428 :  Bellefroid (de)
- 1428 : Giey (de)
- 1430 :   Prelle de la Nieppe (de)[N 13]
- 1431 :  Gillion [N 14]
- 1433 : Marmol (del)[14]
- 1438 :  Muyser Lantwyck (de)[N 15]
- 1440 :  Iweins[15],[N 16]
- 1442 :  Carpentier de Changy
- 1446 :  Snoy[N 17]
- 1450 : Malcote de Kessel (van)
- 1452 :   Bauchau
- 1460 :  Montpellier (de)[N 18]
- 1464 :  Kint de Roodenbeke (t')
- 1468 :  d'Udekem
- 1469 :  Ryckman de Betz (de)
- 1470 :  Goidsenhoven (van)[16]
- 1472 : Leuze (de)
- 1473 :  Wasseige (de)
- 1480 :  Ursel (d')
- 1482 : Poullet
- 1483 :  Linden d’Hooghvorst (van der)
- 1484 :   Hennin de Boussu Walcourt (de)
- 1484 :  Huart (d')
- 1485 :  Borchgrave d'Altena (de)
- 1487 :  Grady de Horion (de)
- 1487 :  Villenfagne de Vogelsanck (de)
- 1491 : Muûls
- 1492 :  Preud'homme d'Ailly de Nieuport (de)
- 1494 :  Lovinfosse (de)
- 1497 :  Menten de Horne (de)
- 1498 :  Brouchoven de Bergeyck (de)
- 1500 :  Posch (de)

### XVIesiècle
- 1505 :  Serstevens (t')[N 19]
- 1510 :  Fisenne (de)
- 1512 : Despret[N 20]
- 1513 :  Straten (van der) [17]
- 1514 : Motte Baraffe (de la)
- 1516 :  Poswick
- 1517 :  Mahieu (de) [18][source insuffisante]
- 1517 : Norman et d'Audenhove (de)
- 1520 :  Aspremont Lynden (d')
- 1521 :  Biseau (de)
- 1524 :  Behault (de)[19]
- 1524 :  Waesberghe (van)
- 1524 :  Bois d'Enghien (du)
- 1525 :  Hoye (de Le)
- 1527 :  Piers de Raveschoot[N 21]
- 1527 :  Riquet de Caraman (de)
- 1527 :  Waepenaert (de)
- 1528 : Pierpont (de)[N 22]
- 1528 : Witte de Haelen (de) [20].

- 1530 : Nolf
- 1530 :  Potesta (de)
- 1531 :  Goffinet
- 1535 : Randaxhe
- 1536 :  Villegas (de)
- 1538 :  Bousies (de)
- 1538 :  Witte (de)
- 1541 :  Beeckmans de West-Meerbeeck
- 1544 : Delbeke[N 23]
- 1547 :  Helbig[21]
- 1548 :   Leyniers
- 1548 :  Duve (de)[N 24]
- 1550 :  Goethals de Mude de Nieuwland
- 1551 : Feyerick[22]
- 1551 : Scheppers de Bergstein
- 1555 : Braem
- 1557 :  Coppieters
- 1557 :  Halloy de Waulsort (de)
- 1561 : Roovere (de)
- 1561 :  Walque (de)[N 25]
- 1562 : Herry
- 1562 :  Moens de Hase
- 1565 : Maurissens (de)[23]
- 1566 : Schreiber
- 1570 :  Roy de Blicquy (du)
- 1571 :  Broqueville (de)
- 1571 : Gruben (de)
- 1574 :  Béthune (de)[N 26]
- 1574 :  Frésart (de)
- 1575 : De Wever[24]
- 1576 :  Benoist (de)[N 27]
- 1576 :  Delhaise
- 1576 :  Fierlant (de)[N 28]
- 1577 : Innis (van)
- 1579 : [N 29] Maigret de Priches[25]
- 1579 : Roberti
- 1579 : Huwart
- 1581 :  Crane d'Heysselaer (de)
- 1584 : Haan (de)
- 1584 :  Serclaes (de T’)[N 30]
- 1585 : Knyff (de)[26].
- 1585 :  Vilain XIIII
- 1586 :  Burlet (de)
- 1586 :  Grelle (le)
- 1587 : Berg (van den)
- 1588 : Clément de Saint-Marcq (le)
- 1588 :  Hemptinne (de)
- 1588 : Lindemans
- 1588 :  Meeûs (d'Argenteuil) de
- 1589 :  Christyn de Ribaucourt
- 1589 : Hoobrouck d'Aspre (van)
- 1590 : Paige (Le)
- 1591 : Faverau (de)[N 31]
- 1592 :  Gendebien
- 1594 : Thomaes[27]
- 1594 :  Mertens de Wilmars
- 1594 : Sauvage (de)[N 32]
- 1594 : Goossens
- 1595 : Potter (de)   [N 33]
- 1595 :  Otreppe de Bouvette (d')
- 1595 :  Troostembergh (de)
- 1596 : Jacquet de Haveskercke
- 1596 : Thomaes[28]
- 1597 :  Zuylen (van)

### XVIIesiècle
- 1601 :  Cleenewerck de Crayencour
- 1601 :  Hemricourt (d')
- 1601 :  Peñaranda de Franchimont (de)
- 1601 :  Stas de Richelle
- 1601 :  Visart de Bocarmé
- 1604 :  Coget
- 1605 :  Orts[N 34]
- 1607 : Coninck (De)
- 1608 :  Marcke de Lummen (van)
- 1608 :   Volxem (Van)
- 1609 : Aefferden (van)
- 1612 :  Arrazola de Oñate
- 1612 : Hayois
- 1613 :  Braconier (de)
- 1613 :  Cornet[29]
- 1613 : Merris (Van)
- 1614 :  Wilde d'Estmael (de)
- 1615 : Moffarts (de)
- 1617 :  Borchgrave (de)
- 1617 :  Hose (d')
- 1619 :  Cocquéau des Mottes (de)
- 1620 : Borght (Van der)
- 1620 :  Branden de Reeth (van den)
- 1621 : Caillie (van)
- 1622 :  Gerlache (de)
- 1623 : Detry (olim de Try)
- 1623 :  Eyll (van)
- 1625 : Eynde de Rivieren (van den)
- 1626 :  Bus de Warnaffe (du)
- 1627 : Coninck de Merckem (de)
- 1627 :  Dievoet (Van) [N 35]
- 1628 :  Caters (de)
- 1630 :   Hardÿ de Beaulieu (le)[N 36]
- 1630 :  Ieteren (D’)
- 1631 :  Pastur
- 1632 : Fontainas
- 1632 : Halleux (de)
- 1635 : Gérard[N 37]
- 1638 :  Neuville (de)[30],[N 38]
- 1638 :  Solvay[N 39]
- 1639 : Goethals
- 1640 :  Verhaegen[N 40],[N 41]
- 1641 : Comeliau
- 1642 : Haye (de la)
- 1643 :  Bottemanne
- 1643 :  Pessemier de Pessemier's Gravendries
- 1644 :  Keghel (de)
- 1645 :  Terlinden
- 1645 : Derbaix[N 42]
- 1647 :  Quesne (du)[N 43]
- 1648 :  Verwilghen
- 1649 :  Casier
- 1649 :  Nothomb
- 1651 : Haus
- 1651 :  Poot Baudier [31]
- 1654 : Brel[N 44]
- 1654 :    Serruys
- 1654 :  Viron (de)
- 1656 : Berchem (Van)
- 1657 :  Poelaert
- 1660 : Picqué[N 45]
- 1661 :  Coart[N 46]
- 1661 :  Dewandre
- 1661 :  Moncheur
- 1661 :  Ruffo de Bonneval de la Fare
- 1664 :  Anspach
- 1664 : Clippele (de)
- 1666 : Lantonnois van Rode[N 47]
- 1668 : Burbure de Wezembeek (de)
- 1668 :  Goblet d'Alviella
- 1668 :  Leclercq[N 48]
- 1669 : Fallon[N 49]
- 1669 :  Maus[N 50]
- 1670 : Linard de Guertechin [32]
- 1671 : Pety de Thozée
- 1672 : Hankar
- 1672 : Kelly de Galway (O’)
- 1673 : Court (de le)
- 1675 :  Nève de Mévergnies
- 1675 :  Wittouck
- 1675 : Ysebrant de Lendonck
- 1680 : Damme (Van)
- 1680 :  Dievoet (Van)[N 51]
- 1681 :  Empain
- 1683 : Spaak[33]
- 1684 : Smoes
- 1687 :  Janssen[N 52]
- 1688 : Dubois[N 53]
- 1690 : Vandievoet[N 54].
- 1692 : Berryer[N 55]
- 1694 : Gottal (de)
- 1694 : Lannoy
- 1695 : Harmel (de)
- 1695 : Henry de Hassonville[N 56]
- 1695 :  Radzitzky d'Ostrowick (de)
- 1695 : Vanrysselberghe
- 1696 :  La Vallée Poussin (de)
- 1700 : San (de)

### XVIIIesiècle
- 1703:  de Theux de Meylandt et Montjardin
- 1708 :  Descampe[34]
- 1708 : Faider[N 57]
- 1709 : David
- 1709 : Rosman (olim Coen)[35]
- 1710 :  Alcantara (d')
- 1710 :  Buffin de Chosal
- 1712 : André
- 1716 :  Greindl[N 58]
- 1719 :  Prisse
- 1722 :  Allard
- 1727 :   Peers de Nieuwburgh
- 1727 :  Sepulchre
- 1728 : Rittweger de Moor[N 59]
- 1733 : Vinçotte[N 60]
- 1745 : Voortman
- 1749 :  Guillaume
- 1752 :  Jacques[N 61]
- 1755 : Bonenfant
- 1756 :  Rolin
- 1759 :  Cumont (de)
- 1759 :  Lacoste
- 1760 : Locht (de)
- 1765 :  Oldenhove de Guertechin
- 1766 : Descantons de Montblanc
- 1768 : Oreye de Lantremange (d’)
- 1772 : Lagasse[N 62]
- 1776 : Bronne[N 63]
- 1779 : Borremans
- 1779 :  Glénisson
- 1779 :  Parthon de Von
- 1780 :  Davignon
- 1783 : Roberts-Jones[N 64]
- 1783 :  Emsens
- 1789 : Greiner
- 1799 :  Jolly

### Source
Cette liste a été établie de manière plus exhaustive par Jean-François Houtart pour son ouvrage Anciennes Familles de Belgique. Sauf indication contraire, les données sont tirées de cet ouvrage.
La date d'ancienneté de chaque famille présente dans cet ouvrage est disponible sur le site de l'OGHB.

### Listes
- Liste des familles françaises subsistantes les plus anciennes
- Familles contemporaines de la noblesse belge
- Liste du magistrat de Bruxelles
- Liste de maisons (généalogie)
- Liste de devises de familles belges